# Li Shanshan
Li Shanshan (chiń. 李珊珊; pinyin Lǐ Shānshān; ur. 22 lutego 1992 w Hubei) – chińska gimnastyczka, złota medalistka olimpijska z Pekinu, dwukrotna srebrna medalistka mistrzostw świata w Stuttgarcie.

## Sukcesy
| Rok  | Zawody               | Miasto    | Miejsce | Konkurencja             | Punktacja |
| ---- | -------------------- | --------- | ------- | ----------------------- | --------- |
| 2007 | Mistrzostwa świata   | Stuttgart | 2       | Ćwiczenia na równoważni | 15.900    |
| 2007 | Mistrzostwa świata   | Stuttgart | 2       | Wielobój drużynowo      | 183.450   |
| 2008 | Igrzyska olimpijskie | Pekin     | 1       | Wielobój drużynowo      | 188.900   |